# 山西英一
山西 英一（やまにし えいいち、1899年6月5日 - 1984年6月22日）は、日本のトロツキスト革命家、翻訳家。美学専攻。

## 人物
静岡県出身。1921年、広島高等師範学校英文科卒業。1931年〜1935年英国に留学。1938年旧制成蹊高校教諭、のち成蹊大学講師を務めた。
ワイマール期のドイツ留学中にレオン・トロツキーに出会い、日本にトロツキズムを紹介しトロツキストとして活動した。ノーマン・メイラーの前・中期のほぼ全作品を翻訳し、1950年『裸者と死者』が猥褻文書の疑いで警察の捜索を受ける。このほか、レマルクの作品や探偵小説などを翻訳した。

## 翻訳
- 『ドイツの文学と音楽』上巻（ディルタイ、河出書房） 1944
- 『シータの死』（トーマス・マン、熊書房） 1946
- 『十八世紀の大音楽』（ディルタイ、河出書房） 1947
- 『シルレル論』（ディルタイ、河出書房） 1947
- 『大いなる遺産』（チヤールズ・ディケンズ、改造社） 1948、のち新潮文庫
- 『男装の麗人』（チャールス・リード、断流社） 1948
- 『若き漂泊者』（チャールズ・リード、岡倉書房） 1950
- 『ジャイアンツ』（エドナ・ファーバー、早川書房） 1956
- 『メイム叔母さん』（パトリック・デニス、三笠書房） 1956
- 『朝食にはチョコレート』（パミラ・ムーア、実業之日本社） 1957
- 『楡の葉のそよぐ町』（グレース・メタリアス、新潮社） 1957
- 『殺人シナリオ』（ハリー・カーニッツ、東京創元社、現代推理小説全集） 1958
- 『レースのZ旗』（ウィリアム・ブリンクリー、講談社） 1958
- 『殿方パーティ』（W・クラスナー、東京創元社、クライム・クラブ） 1958
- 『私は十五 死にたくない』（クリスティーヌ・アルノッティー、講談社） 1958
- 『黄色い老犬』（フレッド・ギプソン、新潮社） 1959
- 『蓮の中の宝石 東洋における性文化の研究』（アレン・エドワーズ、新潮社） 1960

### レオン・トロツキー
- 『中国革命』（トロツキー、中央公論社） 1949、のち現代思潮社 1968、新版 1973
- 『ロシア革命史』（トロツキー、弘文堂 全5巻） 1950 - 1951

のち角川文庫 全6巻 1954 - 1957、改版 全3巻 1972、新装復刊 1989
- 『裏切られた革命』（トロツキー、白文社） 1950、のち論争社 1959
- 『次は何か? ファシズム論』（トロツキー、創文社） 1952
- 『スターリンの暗黒裁判』（トロツキー、東洋経済新報社） 1956
- 『文学と革命』（トロツキー、河出書房新社、世界思想教養全集） 1963

### ノーマン・メイラー
- 『裸者と死者』上・下（ノーマン・メイラー、改造社） 1949 - 1950、のち新潮文庫、のち「ノーマン・メイラー全集」 新潮社
- 『バーバリの岸辺』（ノーマン・メイラー、新潮社） 1952
- 『鹿の園』（ノーマン・メイラー、新潮社、現代世界文学全集） 1955 のち新潮文庫
- 『ぼく自身のための広告』（ノーマン・メイラー、新潮社） 1962
- 『一分間に一万語』（ノーマン・メイラー、河出書房新社） 1964
- 『アメリカの夢』（ノーマン・メイラー、河出書房新社、世界文学全集） 1966
- 『大統領のための白書』（ノーマン・メイラー、新潮社） 1966
- 『彼女の時の時 ノーマン・メイラー短編集』（ノーマン・メイラー、新潮社） 1968
- 「ノーマン・メイラー全集」全8巻（ノーマン・メイラー、新潮社） 1969

1. 『裸者と死者 1』
2. 『裸者と死者 2』
3. 『バーバリの岸辺』
4. 『鹿の園』
5. 『ぼく自身のための広告』
6. 『大統領のための白書』
7. 『アメリカの夢』
8. 『人食い人とクリスチァン』

- 『夜の軍隊 ノーマン・メイラー選集』（ノーマン・メイラー、早川書房） 1970
- 『性の囚人』（ノーマン・メイラー、早川書房、ハヤカワ・ノヴェルズ） 1971
- 『月にともる火 ノーマン・メイラー選集』（ノーマン・メイラー、早川書房） 1972
- 『マイアミとシカゴの包囲 ノーマン・メイラー選集』（ノーマン・メイラー、早川書房） 1977

### エーリヒ・マリア・レマルク
- 『生命の火花』（レマルク、潮書房） 1953
- 『凱旋門』（レマルク、河出書房、世界文学全集） 1954、のち新潮文庫
- 『愛する時と死する時』（レマルク、新潮社、現代世界文学全集） 1955、のち新潮文庫
- 『黒いオベリスク』（レマルク、河出書房新社） 1958
- 『汝の隣人を愛せ』（レマルク、新潮文庫） 1959

### アイザック・ドイッチャー
- 『ロシア マレンコフ以後 その歴史的背景と展望』（アイザック・ドイッチャー、光文社） 1953
- 『大いなる競争 ソ連と西側』（ドイッチャー、岩波新書） 1961
- 『追放された予言者・トロツキー』（アイザック・ドイッチャー、新潮社） 1964、のち改訂版 新評論（3冊組） 1992
- 『武装せる予言者・トロッキー』（ドイッチャー、田中西二郎、橋本福夫共訳、新潮社） 1964
- 『武力なき予言者・トロツキー』（ドイッチャー、田中西二郎、橋本福夫共訳、新潮社） 1964
- 『毛沢東主義』（アイザック・ドイッチャー、新潮社） 1965
- 『ロシア革命五十年 未完の革命』（アイザック・ドイッチャー、岩波新書） 1967
- 『永久革命の時代 トロツキー・アンソロジー』（ドイッチャー編、河出書房新社） 1968、のち改訂 1972
- 『レーニン伝への序章』（ドイッチャー、鬼塚豊吉共訳、岩波書店） 1972
- 『現代の共産主義 歴史の逆説』（ドイッチャー、番町書房） 1974
- 『ロシア・中国・西側 スターリンの死から文化大革命まで』（ドイッチャー、TBSブリタニカ） 1978